# Geelkopkaakvis
De geelkopkaakvis (Opistognathus aurifrons) is een straalvinnige vissensoort uit de familie van kaakvissen (Opistognathidae). De wetenschappelijke naam van de soort is voor het eerst geldig gepubliceerd in 1905 door Jordan & Thompson. Deze vis wordt ook wel Jack-in-the-box genoemd.

## Kenmerken
Ze hebben een halftransparant wit tot lichtblauw lichaam, witte tot blauwe vinnen en een felgele kop. De lichaamslengte bedraagt 10 cm.

## Voortplanting
Het legsel wordt in een zelfgegraven hol in het zand afgezet, waarna het mannetje de eieren in zijn bek neemt en ze uitbroedt. Als hij honger heeft, spuwt hij de eitjes terug in het hol en gaat er vlak voorstaan, uitkijkend naar prooi.

## Verspreiding en leefgebied
Deze soort komt voor in de Caraïbische Zee en aan de noordkust van Zuid-Amerika in ondiepe tropische kustzeeën met helder water met zandbodems.